# Tiago Tejo
Tiago Tejo (Óbidos, 26 de Março de 1986) é um poeta e artista plástico português. Depois de uma incursão inicial no mundo da poesia, com o livro Arrepio Cardíaco, criou o projecto artístico Pixelejo.

## Arrepio Cardíaco
O Arrepio Cardíaco é um conjunto de três dezenas de poemas da autoria de Tiago Tejo.

## Pixelejo
Surgido no ano de 2008, o projecto Pixelejo resulta do cruzamento de mundos diferentes. De um lado, o azulejo e, do outro, o píxel. Aparentemente, nada têm a ver um com o outro. Contudo, Tiago Tejo debruça-se sobre essa questão neste projecto e procura, estabelecendo diálogos entre ambas, demonstrar até que ponto as duas artes, azulejo e píxel, são mais familiares do que se possa pensar.
O próprio nome do projecto (Pixelejo) resulta da aglutinação dos dois termos (PIXEL + azuLEJO = Pixelejo).